# Re-use
Re-use, česky přeložitelné jako znovupoužití, je označení pro opětovného použití již existujících výrobků. Často spočívá v darování daného předmětu, který jedna osoba již nevyužije, jiné osobě, která ještě daný předmět k nějakému účelu využije. Na rozdíl od recyklace nedochází v případě znovupoužívání předmětů k jejich zpracování na suroviny (z vyhozeného odpadu), ale k pouhému předání konkrétní věci někomu dalšímu.
Re-use pomáhá lidem, kteří daný předmět znovu využijí, ušetřit peníze, ale někdy také čas, který by jinak mohli strávit sháněním podobné nové věci za nízkou cenu. Praktika re-use tak umožňuje i lidem s nízkými příjmy využívat předměty, které by si jinak z finančních důvodů nemohli dovolit. V případě oblečení jsou například rozšířené tzv. second handy, které za levné ceny prodávají již použité ošacení, nebo místa, kde dochází k vracení lahví od piva. Kromě toho se často jedná například o nábytek (a obecně vybavení domácnosti jako nádobí), dekorace, hračky, menší elektroniku nebo třeba vybavení ke sportu.
Proces znovupoužití je lidmi využíván prakticky od nepaměti, zejména z ekonomických důvodů. V současnosti se však o termínu hovoří zejména v souvislosti s klimatickou změnou a ochranou životního prostředí. S pojmem re-use se úzce pojí termíny jako upcycling, downcycling nebo repase. 